# Drug Design, Development and Therapy
Drug Design, Development and Therapy (ook DDDT) is een internationaal, aan collegiale toetsing onderworpen open access wetenschappelijk tijdschrift op het gebied van de farmacochemie. De naam wordt in literatuurverwijzingen meestal afgekort tot Drug Des. Dev. Ther.
Het wordt uitgegeven door Dove Press Limited.
Het eerste nummer verscheen in 2007.